# Почесний кинджал СС

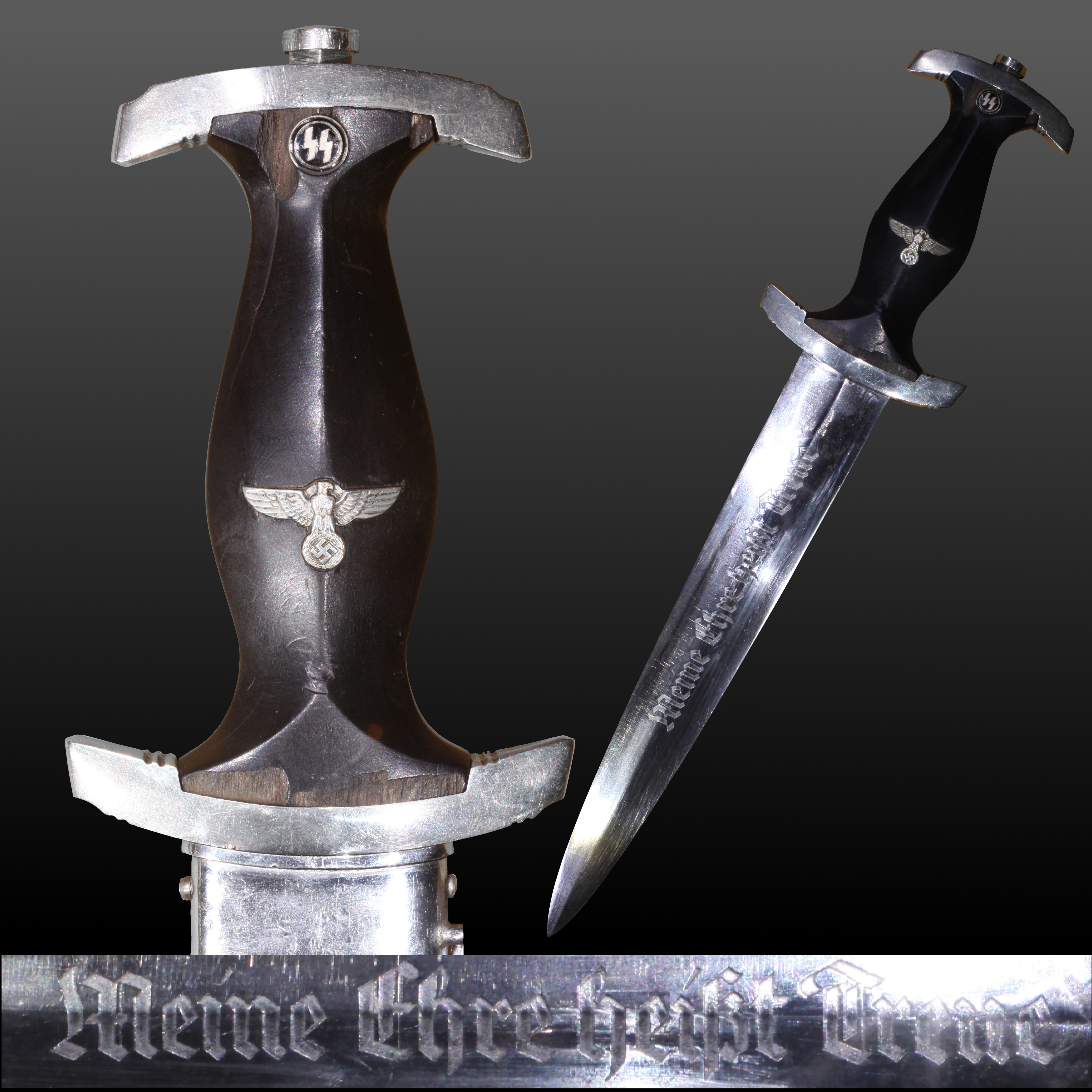
Почесник кинджал СС. Зблизька показані руків'я і девіз на лезі.

Почесний кинджал СС (нім. SS-Ehrendolch) або просто Кинджал СС (нім. SS-Dolch) — нагорода і парадна зброя СС.

## Історія
Почесний кинджал СС був введений у грудні 1933 року. З 17 лютого 1934 року заборонили вільний продаж кинджалів СС: зброя замовлялась через Головне управління СС. Кинджал СС був офіційною частиною уніформи, яку носили всі повноправні члени СС. Виробництво кинджалів призупинили в 1940 році, однак в приватних колекціях зустрічаються кинджали, виготовлені в 1940—1943 роках.

## Опис
Конструкція зброї заснована на швейцарському кинджалі 16-го століття. Центр широкого 33-сантиметрового леза, схожого на вістря списа, має яскраво виражене ребро. Вздовж осі леза зображений девіз СС «Meine Ehre heißt Treue» (укр. «Моя честь називається вірність»).
Хрестовина й вершина руків'я нікельовані; ручка була чорною, інкрусованою срібним орлом NSDAP і символом СС. Металеві піхви покриті чорним глянцевим лаком з посрібленим покриттям і кріпленням. Кинджал СС був введений у 1933 році, в залежності від року виробництва доступні 3 версії:
- Раннє виробництво (1933—1935): логотип виробника, чорна ручка з чорного дерева, руків'я з римскими цифрами (I-Мюнхен, II-Дрезден, III-Берлін);
- Середнє виробництво (1936—1938): клеймо виробника з кодом RZM (подвійне маркування), піхви полировані або пофарбовані на чорний колір, на зворотньому боці немає римських цифр;
- Пізнє виробництво (1938—1942): лише з кодом RZM, піхви пофарбовані чорним кольором, знаки орла і СС на рукоятці зазвичай виготовлені з алюмінію.

### Кинджал старих бійців

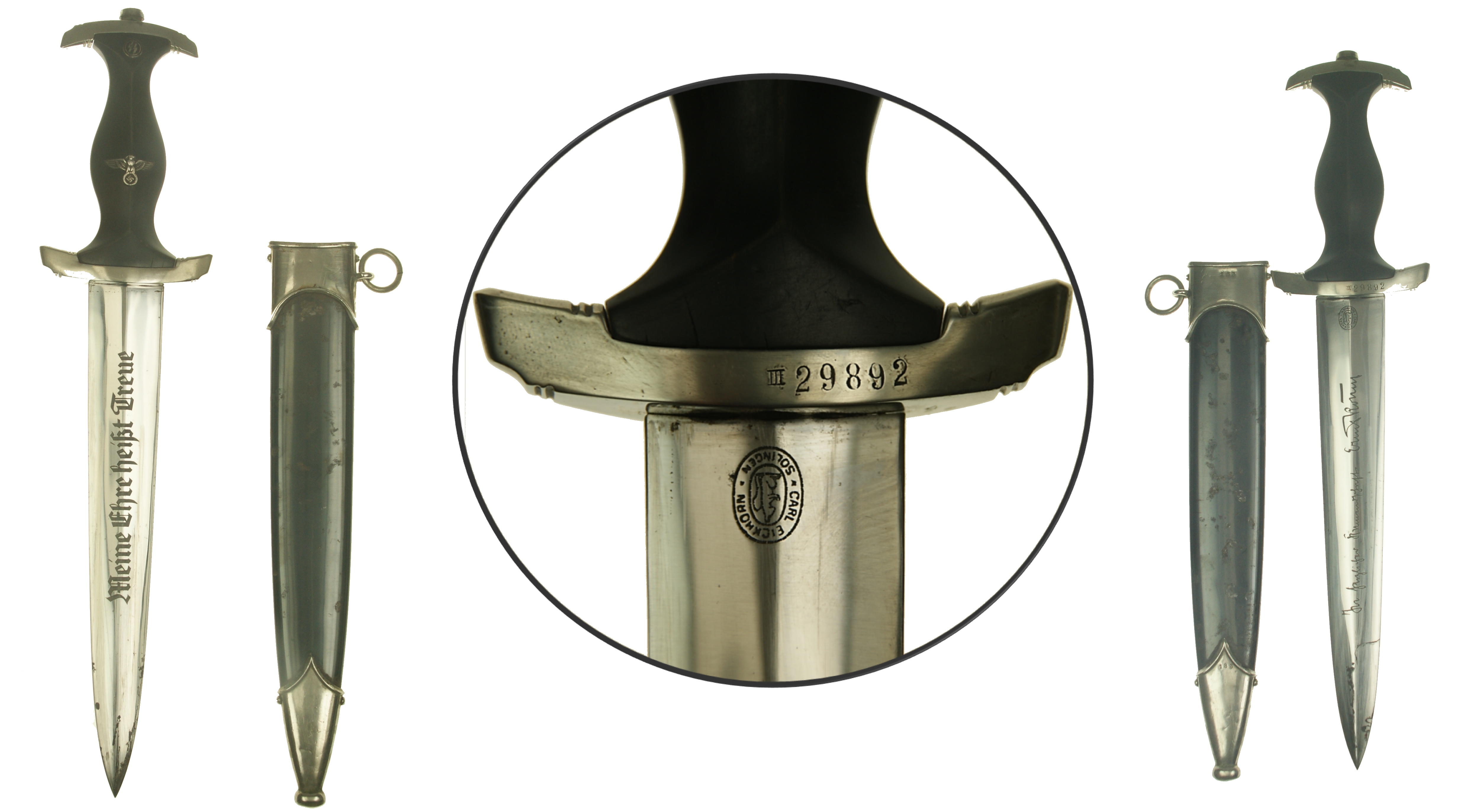
Зліва — стандартний кинджал СС; посередині — зблизька показані порядковий номер кинджала і клеймо виробника; справа — кинджал керівника СС.

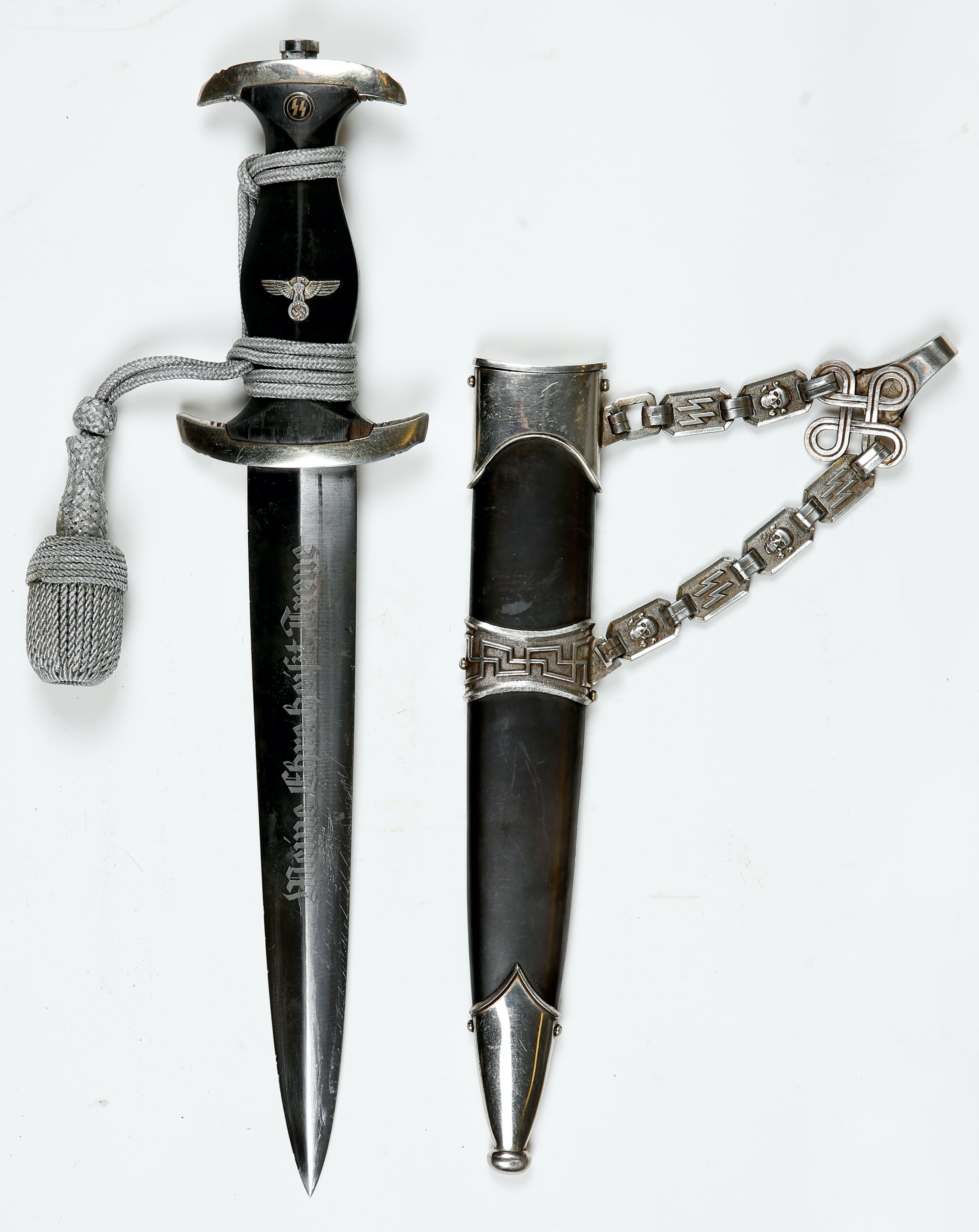
SS-Ehrendolch 1936

21 червня 1936 року представили ще один варіант кинджалу, яким нагороджували офіцерів та унтер-офіцерів СС, які вступили в СС до 1933 року. Цей кинджал був ідентичним моделі 1933 року, але піхви мали ланцюг з прямокутних бляшок, прикрашених черепами і рунами СС, а також додаткові срібні прикраси у вигляду свастик.
Високопоставленим керівникам СС був представлений спеціальний кинджал з написом «На знак сердечної дружби, Г. Гіммлер» (нім. In herzlicher Kameradschaft, H. Himmler). Було багато варіантів цього кинджалу, який вручав особисто Генріх Гіммлер. Ці кинджали були ідентичні стандартним кинджалам, але виготовлялися з високоякісних матеріалів і мали позолочені написи. Вони були і залишаються рідкістю через низьку кількість випущених.

### Основні параметри кинджалів СС
| Кинджал  | Довжина в піхвах    | 360-375 мм |
| Кинджал  | Довжина без піхов   | 345-350 мм |
| Лезо     | Довжина             | 220-230 мм |
| Лезо     | Ширина              | 34-35 мм   |
| Лезо     | Максимальна товщина | 5.5 мм     |
| Рукоятка | Довжина             | 110 мм     |
| Рукоятка | Ширина              | 35 мм      |
| Рукоятка | Товщина             | 21 мм      |

## Умови нагородження
Церемонія нагородження відбувалася щороку 9 листопада під час прийняття кандидатів СС в Загальні СС, підрозділи «Мертва голова» чи Частини посилення СС/Війська СС. Перед нагордженням кандидат мав оплатити вартість кинджалу — 8.40 рейхсмарки (незначна на той час сума).
Кинджал носили з парадною чорною формою, носіння з сірою польовою формою заборонялось до 15 лютого 1943 року.

## Кинджали СС в масовій культурі

### В кінематографі
- «Безславні виродки» — один із «Безславних виродків», сержант Гуго Штіґліц, використовував кинджал СС для вбивства співробітників гестапо. Також кинджал носив головний лиходій фільму, штандартенфюрер СС Ганс Ланда.
- «Пекельний бункер» і Пекельний бункер: Чорне Сонце — кинджал носить бригадефюрер СС Гетц, командир есесівців-зомбі.
- «Хеллбой» — на початку фільму кинджал носив один із злодіїв, оберштурмбанфюрер СС Карл Рупрехт Кронен.
- «Хеллсінг» — кинджал СС є особистою зброєю унтер-офіцера Шредінгера.

### У відеоіграх
- Velvet Assassin — кинджал є одним із колекційних предметів (у грі називається армійським кинджалом).